# Piotr Przybecki
Piotr Przybecki (Opole, 7 de agosto de 1972) fue un jugador de balonmano polaco que jugó de lateral izquierdo. Su último equipo fue el TSV Hannover-Burgdorf. Fue un componente de la selección de balonmano de Polonia.
Con la selección jugó 131 partidos y marcó  372 goles. Actualmente es el seleccionador de la selección polaca y el entrenador del Orlen Wisła Płock.

## Palmarés

### Kiel
- Liga de Alemania de balonmano (1): 2002
- Copa EHF (2): 2002, 2004

### Nordhorn-Lingen
- Copa EHF (1): 2008

## Clubes

### Como jugador
- Śląsk Wrocław ( -1994)
- Vive Kielce (1994-1995)
- TV Hüttenberg (1995-1997)
- TUSEM Essen (1997-2001)
- THW Kiel (2001-2004)
- HSG Nordhorn-Lingen (2004-2009)
- TSV Hannover-Burgdorf (2009-2012)

### Como entrenador
- Śląsk Wrocław (2014-2016)
- Orlen Wisła Płock (2016)
- Selección de  balonmano de Polonia (2017-2019)
- VfL Lübeck-Schwartau (2019- )